# Dynamite!! 〜勇気のチカラ2009〜
Dynamite!! 〜勇気のチカラ2009〜（ダイナマイト ゆうきのチカラ にせんきゅう）は、日本の格闘技イベント「Dynamite!! 〜勇気のチカラ〜」の大会の一つ。2009年12月31日、埼玉県さいたま市のさいたまスーパーアリーナ（スタジアム）で開催された。

## 概要
メインイベントとして魔裟斗の引退試合が行われた。2008年同様K-1甲子園の準決勝・決勝を実施した他、DREAMで行われてきた無差別級トーナメント「スーパーハルクトーナメント 〜世界超人選手権〜」の決勝も行われた。
一方、DREAMのライバル興行である「戦極 (2010年よりSRC)」を主催するワールドビクトリーロードの協力も受け、DREAM vs SRCの9対9の対抗戦が行われ、DREAMが5対4で勝ち越した。北京オリンピック柔道金メダリスト石井慧のプロデビュー戦も行われた。当初戦極は単独で大晦日興行を有明コロシアムで予定していたが、諸事情により中止となった。

## 試合結果
オープニングファイト K-1甲子園2009 リザーブファイト 62kg契約 2分3R
○  藤鬥嘩裟 vs.  日下部竜也 ×
3R終了 判定2-0（30-28、30-29、29-29）
第1試合 K-1甲子園2009 準決勝 62kg契約 2分3R
○  野杁正明 vs.  HIROYA ×
3R終了 判定3-0（30-29、29-28、30-28）
※野杁が決勝進出。
第2試合 K-1甲子園2009 準決勝 62kg契約 2分3R
○  嶋田翔太 vs.  石田勝希 ×
3R終了 判定2-0（29-29、30-29、30-29）
※嶋田が決勝進出。
第3試合 スーパーハルクトーナメント〜世界超人選手権〜 決勝戦 5分3R
○  ミノワマン vs.  ソクジュ ×
3R 3:29 KO（左フック）
※ミノワマンがトーナメント優勝。
第4試合 K-1ヘビー級 3分3R（延長1R）（Dynamite!!特別ルール）
○  レイ・セフォー vs.  西島洋介 ×
3R終了 判定3-0（30-27、30-27、30-27）
第5試合 K-1甲子園2009 決勝戦 62kg契約 2分3R（延長1R）
○  野杁正明 vs.  嶋田翔太 ×
3R終了 判定3-0（30-27、30-27、30-27）
※野杁がトーナメント優勝。
第6試合 DREAM vs SRC 対抗戦 ライトヘビー級 5分3R（対抗戦ルール）
○  泉浩 vs.  柴田勝頼 ×
3R終了 判定3-0
第7試合 DREAM vs SRC 対抗戦 64kg契約 5分3R（対抗戦ルール）
○  小見川道大 vs.  高谷裕之 ×
1R 2:54 TKO（レフェリーストップ：右ストレート→パウンド）
第8試合 DREAM vs SRC 対抗戦 ウェルター級 5分3R（対抗戦ルール）
○  郷野聡寛 vs.  桜井"マッハ"速人 ×
2R 3:56 腕ひしぎ十字固め
第9試合 DREAM vs SRC 対抗戦 83kg契約 5分3R（対抗戦ルール）
○  メルヴィン・マヌーフ vs.  三崎和雄 ×
1R 1:49 TKO（レフェリーストップ：左フック）
第10試合 DREAM vs SRC 対抗戦 フェザー級 5分3R（対抗戦ルール）
○  所英男 vs.  キム・ジョンマン ×
3R終了 判定3-0
第11試合 DREAM vs SRC 対抗戦 ライト級 5分3R（対抗戦ルール）
○  川尻達也 vs.  横田一則 ×
3R終了 判定3-0
第12試合 DREAM vs SRC 対抗戦 63kg契約 5分3R（対抗戦ルール）
○  金原正徳 vs.  山本"KID"徳郁 ×
3R終了 判定3-0
第13試合 雷電杯 ヘビー級 5分3R（SRCルール）
○  吉田秀彦 vs.  石井慧 ×
3R終了 判定3-0
第14試合 DREAM vs SRC 対抗戦 ヘビー級 5分3R（対抗戦ルール）
○  アリスター・オーフレイム vs.  藤田和之 ×
1R 1:15 KO（左膝蹴り）
第15試合 DREAMヘビー級 5分3R
○  ゲガール・ムサシ vs.  ゲーリー・グッドリッジ ×
1R 1:34 TKO（レフェリーストップ：パウンド）
第16試合 DREAM vs SRC 対抗戦 ライト級 5分3R（対抗戦ルール）
○  青木真也 vs.  廣田瑞人 ×
1R 2:17 アームロック
第17試合 魔裟斗引退試合 ミドル級 3分5R（延長1R）（Dynamite!!特別ルール）
○  魔裟斗 vs.  アンディ・サワー ×
5R終了 判定3-0（50-48、50-47、50-48）

## 地上波放送

### 視聴率
視聴率は1部が11.8%、2部が16.7%、3部が10.6%となり、第2部では民放第1位となった。

### 出演者
メインキャスター
- 佐藤隆太
- 佐々木希

ゲスト
- 高橋克典
- 佐々木蔵之介
- 川畑要（CHEMISTRY）

スペシャルゲスト
- 亀田興毅

ゲスト解説
- 小川直也
- 武蔵

解説者
- 谷川貞治
- 前田憲作
- 高阪剛
- 須藤元気

国歌斉唱
- 佐野成宏
- misono

ナレーター
- 田子千尋
- 奈佐健臣
- 田中真弓
- 村田秀亮（とろサーモン）
- 菅原正志

実況・キャスター・リポーター
- 初田啓介（TBSアナウンサー）
- 小笠原亘（TBSアナウンサー）
- 駒田健吾（TBSアナウンサー）
- 藤森祥平（TBSアナウンサー）
- 高畑百合子（TBSアナウンサー）
- 青木裕子（TBSアナウンサー）
- 伊藤隆佑（TBSアナウンサー）
- 前田阿希子（MBSアナウンサー）
- 枡田絵理奈（TBSアナウンサー）
- 小川健太（CBCアナウンサー）

### スタッフ
- 監修：渡邊健一、藤井誠
- 構成：吉村幹彦、河合秀仁、武田郁之輔、高宮進吉
- 資料構成：井上修、牧田英士
- TM：伊藤賢一
- さいたまスーパーアリーナ
  - TD：八木真
  - CAM：山本裕一
  - VE：小室健一
  - AUD：営野敦史
  - ENG：横井一宏
  - バーチャルCG：長友英彦
- 本社
  - TD：菊池丈治
  - VE：間瀬拓之
  - AUD：照屋哲、武田聡之
- CGデザイン：大隅商店
- 編集：七條健司
- MA：小林研人
- 選曲：ZACK
- TK：水田理佳子、岡田恵子、伊藤佳加、川崎忍、竹内朋子
- 技術協力：プロカム、東通、エヌ・エス・ティー、TAMCO、ティエルシー、テクノネット、MT Planning、サークル、SiS
- 美術：古川雅之、岡嶋正浩、与田滋／小美野淳一
- 装置：真野邦夫
- 電飾：斎藤幹也
- 装飾：白田洋一
- 協力：FEG
- 衣裳協力：DAMIANI、Pinky&Dianne、imac
- 宣伝：小山陽介
- デスク：泉水明子
- 編成：菅原興二、村口太郎
- AD：林隆輔、若月嘉智、澤本悦郎、足立佑介、金原永知、仲川洋平、岡崎奨、菊池大輔、大井友美、杉村惠太鷹、田村昌大、片山恵介、伊藤隆大
- 中継D：筧哲一、井関邦仁、内野浩志、及川悟郎、大島一成、山田秀正、星野義弘、安東健治、石井淳一、平元克二、高山和大／地曳範剛、石川智徹、添谷徳之、鈴木恵介、加藤一郎、石原隆史、清水宏幸
- ゲストアランド：長尾昇、片山譲治、大久保徳宏、斉藤裕之
- AP：島田ひろみ、森田誠
- ディレクター：井手雄一、市丸信也、山本茂人、井上裕次、白幡剛、檜垣和孝、田中順士、飯島玄太郎、金沢景敬／佐藤大輔
- 演出：藤沢滋彰、古山徹
- プロデューサー：石井宏昌
- 製作著作：TBS